# Guido Boggiani
Guido Boggiani (Omegna, 25 settembre 1861 – dipartimento del Chaco, dopo il 23 ottobre 1901) è stato un antropologo, fotografo e pittore italiano.
Nel 1887 viaggia nell'entroterra del Paraguay per documentare la vita degli indigeni nella regione. 
Ora salutato come un pioniere del lavoro sul campo dell'etnologia italiana, nel 1901 viene ucciso in circostanze rimaste misteriose nel corso di una spedizione.

## Biografia

### I primi anni
Nato a Omegna, nel novarese, dai proprietari terrieri Giuseppe e Adele Gené,, cresce in un ambiente culturalmente stimolante. 
Completati gli studi commerciali, nel 1878 si iscrive alla Scuola di Pittura dell'Accademia di Brera dove è allievo del noto naturalista lombardo Filippo Carcano, focalizzandosi principalmente sulla riproduzione di paesaggi.
Nel 1881 esordisce con due opere all'Esposizione nazionale italiana, in seguito partecipa alla mostra della Promotrice di Firenze e all'Esposizione di Belle Arti di Roma del 1883, dove l'opera La raccolta delle castagne viene acquistata dalla Galleria Nazionale d’Arte Moderna di Roma. 
Nello stesso anno, si aggiudica il Premio Principe Umberto con All’ombra dei castagni.
Alla Biennale di Venezia del 1887 espone Gli ulivi a Francavilla al Mare, Sentiero a Lago Maggiore, Villaggio sul Lago Maggiore e Ortensie.
Si trasferisce a Roma, frequentando Eduardo Scarfoglio, Gabriele D'Annunzio (che, cantando la sua tragica fine in Maia, primo libro delle sue Laudi lo definirà Ulisside per la sua propensione ai viaggi d'esplorazione) e i maggiori esponenti della vita culturale del tempo e partecipando alla vita artistica del Convento Michetti; nel 1885 viene nominato socio onorario dell'Accademia di Brera.
Nel 1887, a 26 anni, decide di intraprendere un viaggio in Argentina per approfondire i propri studi di carattere etnografico e ricercare le radici primordiali della civiltà; si sposta poi in Paraguay e nei territori del Chaco, dove viene a contatto con le popolazioni indigene dei Chamacoco e Caduvei.

### In Paraguay
Nel 1888 Boggiani è ad Asunción per avviare un'attività di commercio di pelli e di bestiame; l'anno successivo avvia la sua prima spedizione nel Chaco. Grazie agli sforzi dell'agronomo e scrittore Don Juan De Cominges raggiunge Puerto Casado, dove ha i primi contatti con le popolazioni indigene e da lì si addentra nell'inesplorato entroterra paraguayo fino agli attuali confini con Bolivia e Brasile.
Nel 1892 ritorna in Italia, portando con sé una collezione di manufatti di importante valore antropologico come abiti, ceramica. utensili e armi che vende al Museo nazionale preistorico etnografico "Luigi Pigorini", oggi facente parte del Museo delle Civiltà di Roma.
Si avvia poi alla scrittura di appunti relativi alle sue esperienze, dai quali sarà pubblicato Viaggi di un artista nell’America meridionale. I Caduvei (Mbayà o Guaycurù), un diario di viaggio illustrato, considerato una delle prime monografie etnografiche dell'800.
Nel 1896 è di nuovo ad Asunción dove, equipaggiato con una macchina fotografica, un treppiede e tutti gli elementi per lo sviluppo delle lastre di vetro, si avvia alla riproduzione di soggetti appartenenti alle 11 popolazioni indigene da lui censite: la raccolta comprende 500 fotografie scattate dal 1896 al 1901, cui segue la produzione di una mappa etnografica con precise indicazioni sulle aree popolate dalle tribù.
I suoi numerosi libri, le fotografie e i soggetti della sua arte suscitano l'interesse e l'ammirazione di un vasto pubblico; parte della sua collezione, che include anche esemplari di pesci e piante, è stata successivamente acquisita dal Museo Etnologico di Berlino e dal Museo di storia naturale di Genova. Secondo le ricerche condotte dallo studioso italiano Maurizio Leigheb (vedi bibliografia) per oltre un decennio in Europa e Sudamerica gli oggetti collezionati da Boggiani e ospitati in vari musei europei (a Roma, Berlino, Praga, Vienna, Novara ecc.) assommano a 5000.
Boggiani viene visto per l'ultima volta ad Asunción il 24 ottobre 1901 con l'assistente Félix Gavilan mentre lascia la città in direzione Gran Chaco. 
Nell'ottobre del 1902 scrive per l'ultima volta al fratello Oliviero, riportando i dettagli della spedizione. 
Nel 1902 la rivista American Anthropologist suppone il suo decesso avvenuto presumibilmente per mano degli indiani Tobas: nello stesso anno la comunità italiana di Asunción organizza una spedizione, guidata dall'esploratore spagnolo José Fernandez Cancio, che il 20 ottobre rinviene i resti dell'artista, con segni di frattura cranica. Viene accusato della sua morte e tradotto in catene ad Asunción un indio di nome Luciano, poi processato e liberato per insufficienza di prove. Delle circostanze - rimaste misteriose - della morte di Boggiani si veda anche la ricostruzione che offre Laura Pariani in Selvaggia e aspra e forte (2023). I resti di Boggiani riposano in una tomba nel cimitero monumentale italiano di Asunción.
Lastre fotografiche, manoscritti inediti, cataloghi della produzione pittorica e fotografica di Boggiani vengono recuperati e ottenuti dai suoi eredi dall'esploratore e botanico ceco Alberto Vojtěch Frič (1882 - 1944) in cambio dei servizi prestati come loro esecutore testamentario e trasferiti a Praga. Il nipote, Pavel Frič e la moglie Yvonna Fricova pubblicheranno tutte le fotografie nella raccolta Guido Boggiani, Photographer (1997) in quattro lingue e le esporranno in varie mostre.

## Riconoscimenti
Il valore etnografico ed etnologico dei lavori di Boggiani è riconosciuto come determinante per la conoscenza delle popolazioni indigene dei Chamacoco e Caduvei.
In Italia Boggiani è stato insignito, tra gli altri premi, della medaglia d'oro Monaco di Baviera.
Il Museo di Archeologia ed Etnografia Guido Boggiani a San Lorenzo in Paraguay, non lontano da Asunción, porta il suo nome. Gli è stata dedicata anche una strada di Asunción.
Con la delibera n. 385 del 18 novembre 1926 il comune di Novara gli ha intitolato una via nel quartiere Sacro Cuore, precedentemente nota come via Necchi.

## Opere

### Etnografiche e letterarie
- Notizie etnografiche sulla tribù dei Ciamacoco, ecc. Atti della Società Romana di Antropologia. vol. 2, Roma, Società Romana per l'Antropologia, 1894.
- I Ciamacoco, Roma, Società Romana per l'Antropologia, 1894.
- Vocabolario dell'idioma ciamacoco. Extract from Atti della Società Romana per l'Antropologia; 2:1, Roma, 1894.
- Viaggi di scoperta nel cuore dell'Africa. Il Giuba esplorata, con Vittorio Bottego, Roma, Loescher, 1895.
- I Caduvei (Mbayá o Guaicurú). Viaggio d'un artista nell'America Meridionale, Roma, Ermanno Loescher, 1895.
- Tatuaggio o pittura? Studio intorno ad una curiosa usanza delle popolazioni indigene dell'antico Perù, Roma, Stabilimento Tipografico G. Civelli, 1895 (Estratto dagli Atti del II Congresso Geografico Italiano, Roma, 22-27 settembre 1895).
- Vocabolario dell'idioma guaná. È comune anche alle tribù Ciapuchì, Sanapanà, Angaité e Lengua o Petegmèk, e forse anche alla Pilagà o Pitipagà, Memoria di Guido Boggiani. Atti della R. Accademia dei Lincei, Roma, 1895.
- Apuntes sueltos de la lengua de los indios caduveos del Chaco paraguayo, Buenos Aires, Impr. y Papeleria La Buenos Aires, 1897.
- Nei dintorni di Corumbà (Brasile), Roma, Presso la Società geografica italiana, 1897.
- La Questione dei confini tra le repubbliche del Paraguay e della Bolivia, Roma, Presso la Società geografica italiana, 1897.
- Etnografía del Alto Paraguay, 1898.
- Guaicurú. Su nombre, posición geográfica, reporte étnico y lingüístico en la América Meridional, 1898.
- En favor de los indios Chamacocos, 1898.
- Los Chamacocos.
- Vocabulario del idioma chamacoco.
- Los indios caigua del Alto Paraná (Misiones).
- Discusiones sobre filología etnográfica y geografía histórica, Asunción, Guido Boggiani, 1899.
- Sobre ortografía de nombres geográficos guaraníes, Buenos Aires, Imprenta y litografía La Buenos Aires, 1899.
- Compendio de etnografia Paraguaya moderna, Asunción, 1900.
- Vocabolario dell'idioma ciamacoco. Rev. Čestmír Loukotka, Buenos Aires, Coni, 1929.
- Os Caduveo. Tradotto e annotato, Biblioteca histórica brasileira 14. São Paulo, Livraria Martins Editôra, 1945.

### Artistiche (principali)
Al Museo del paesaggio di Verbania:
- Il Lago Maggiore dal Mottarone (1881), olio su tela;
- Le cave di Baveno (1881), olio su tela;
- Strada a Carciano (1882), olio su tela;
- Bosco di castagni sopra Stresa (1884), olio su tela;
- Foresta tropicale, Nalicche (1892), acquarello.

Al Museo Nazionale di Belle Arti di Asunción (Paraguay):
- Vista dall'Acropoli (1895), olio su tela.